# Ligeophila
Ligeophila é um género botânico pertencente à família das orquídeas (Orchidaceae). Foi estabelecido por Garay em Bradea, Boletim do Herbarium Bradeanum 2: 194, em 1977, ao remover estas espécies do gênero Erythrodes, agora apenas presente no sudeste asiático. O nome vem do grego lyge, sombra, e philo, amante, em referência aos locais sombrios onde crescem estas espécies. A Ligeophila stigmatoptera (Rchb.f.) Garay, anteriormente Physurus stigmatopterus Rchb.f. é a espécie tipo deste gênero.
Ligeophila agrupa cerca de doze espécies terrestres distribuídas por todo o território brasileiro, excetuada a região sul, e desde o sul do México até a Bolívia, do nível do mar até seiscentos metros de altitude, em locais sombrios com solos úmidos, às margends dos rios, e em fendas de rochas.
São plantas de flores pequenas, pouco comuns em cultivo pois não são prontamente identificadas como orquídeas quando sem flores. O gênero anteriormente parte de Erythrodes, caracteriza-se pelo rostelo articulado em formato de lâmina, que quando removidas as polínias move-se para cima permitindo o acesso ao estigma.
São plantas sem pseudobulbos, de folhas herbáceas, verde escuras, mais ou menos uniformemente distribuídas pelos caules. Apresentam inflorescência apical, com muitas flores pequenas. O labelo bipartido, muitas vezes em formato de âncora, possui calcar.

## Espécies
1. Ligeophila amazonica Garay, Bradea 2: 194 (1977).
2. Ligeophila bicornuta (Cogn.) Garay, Bradea 2: 194 (1977).
3. Ligeophila clavigera (Rchb.f.) Garay, Bradea 2: 195 (1977).
4. Ligeophila jamesonii Garay, Opera Bot., B 9(225: 1): 274 (1978).
5. Ligeophila juruenensis (Hoehne) Garay, Bradea 2: 195 (1977).
6. Ligeophila longibracteata Soroka, Selbyana 27: 8 (2006).
7. Ligeophila lutea Garay, Opera Bot., B 9(225: 1): 274 (1978).
8. Ligeophila macarenae Ormerod, Harvard Pap. Bot. 11: 154 (2007).
9. Ligeophila peteriana (Cogn.) Garay, Bradea 2: 195 (1977).
10. Ligeophila rosea (Lindl.) Garay, Bradea 2: 195 (1977).
11. Ligeophila stigmatoptera (Rchb.f.) Garay, Bradea 2: 195 (1977).
12. Ligeophila umbraticola Garay, Bradea 2: 195 (1977).